# Arnie Oliver
Arnie Oliver (22 de maio de 1907 - 16 de outubro de 1993) foi um futebolista norte-americano. Ele competiu na Copa do Mundo FIFA de 1930, sediada no Uruguai, na qual a seleção de seu país terminou na terceira colocação dentre os treze participantes.